# Городище (сельское поселение Головачевское)
Городище — деревня в городском округе Луховицы Московской области.

## География
Находится в юго-восточной части Московской области на расстоянии приблизительно 2 км на восток по прямой от окружного центра города Луховицы.

## История
Известна с конца XVI века. До Великой Отечественной войны в деревне был колхоз «Октябрь». В период 2006—2017 годов входила в состав Головачёвского сельского поселения.

## Население
Постоянное население составляло 85 в 2002 году (русские 95 %), 70 в 2010.